# Tychoniske system
Det Tychoniske system er en model af Solsystemet fremført i 1588 af den danske astronom Tycho Brahe.
I det Tychoniske system er Jorden stadig det ubevægelige centrum, hvor omkring Solen og Månen bevæger sig, mens de andre planeter bevæger sig omkring Solen. Brahes model er således en kombination af geocentrisme og heliocentrisme.
Dette system begrundede Tycho Brahe med sine observationer. Hvis Jorden bevæger sig omkring Solen, skulle man i løbet af et år kunne måle en vinkel-forskydning (måle en såkaldt parallakse) af stjernerne. Tycho Brahe, der fejlagtigt troede, at stjernerne var meget tættere på Jorden end, hvad der er tilfældet, kunne ikke med sine vinkelinstrumenter måle en årlig vinkelforskydning af stjernerne.